# فرانکو د پنیا
فرانکو د پنیا (لهستانی: Franco de Peña؛ زادهٔ ۲۵ مارس ۱۹۶۶) کارگردان فیلم، و فیلم‌نامه‌نویس لهستانی-ونزوئلایی است.
از فیلم‌ها یا مجموعه‌های تلویزیونی که وی در آن‌ها نقش داشته‌است، می‌توان به نامت یوستینه است، «شاید عبادت گناه باشد» و «نجوای باد» اشاره نمود.